# 基斯洛沃茨克
基斯洛沃茨克（羅馬化：Kislovodsk，直译：「「酸水」」）是俄羅斯斯塔夫羅波爾邊疆區的一個城市，位於庫馬河畔。2025年人口125,931人。是一個礦泉城市。
該市亦是僅次於索契後俄羅斯第二個浴療和度假勝地，也是高加索礦泉保健度假村數量最多的城市。高加索有超過三分之一的療養勝地位於基斯洛沃茨克。

## 知名人物
- 諾貝爾文學獎得主亞歷山大·索忍尼辛